# Artemisia negrei
Artemisia negrei là một loài thực vật có hoa trong họ Cúc. Loài này được Ouyahya mô tả khoa học đầu tiên năm 1982.